# Janusz Ier l'Aîné
Janusz Ier l'Aîné  ou de Varsovie en polonais: Starszy & warszawski  (né vers 1347–1352 † 8 décembre 1429) issu de la dynastie de Piasts, il est un des ducs de Mazovie  à partir de 1373  après la division du duché entre les fils de Siemovit III. Il est connu dans l'historiographie sous le nom de « Janusz Ier l'Aîné »; il règne sur Ciechanów, Czersk et Varsovie. 

## Origine
Janusz est le fils ainé  issu du  mariage de son père avec sa première épouse Euphémie, fille de Nicolas II d'Opava (morte en 1352)

## Règne

Blason de Janusz Ier

Janusz reçoit initialement comme possessions les régions de Ciechanów, Varsovie, Nur, Łomża, et Różan. En 1374 il hérite Zakroczym et en 1381 après le partage de la Mazovie entre lui et son jeune frère  Siemovit  IV de Płock:  Czersk, Liw et Wyszogród
En 1381 le duc Janusz rend l'hommage féodal au nouveau roi de Pologne Louis Ier de Hongrie, et en 1386 il devient un vassal héréditaire du royaume de Pologne. En 1391 le roi-consort Ladislas II Jagiello  accorde au duc Janusz à titre viager le territoire disputé de Podlasie ( terram nostram Drohiczensen, Melnyk, Surasz, Byelsko ac omnibus villis in eisdem districtubus). 
En 1406 Janusz transfère la capitale de la Mazovie de Czersk à la ville nouvelle et stratégique de 
Varsovie dont il favorise activement le développent, il aménage ses bastions et ses fortifications. En 1409 il rassemble une bannière de cavalerie pour son suzerain, le roi de Pologne lors de la guerre contre l'Ordre Teutonique. L'année suivante à la tête de cette bannière et malgré son âge il participe à la bataille de Grunwald. Son étendard  porte comme emblème logé dans un champ, dans deux quartiers, un aigle blanc dans un champ rouge et dans les deux autres quartiers un dragon ailé (ou un basilic) dans un champ blanc.
En politique intérieure, Janusz Ier met en œuvre un vaste plan de réformes économiques et administratives dans sa principauté il dote du droit germanique de « Kulm » c'est-à-dire Chełmno 24 cités dont Czersk (1383), Ciechanów (1400), Różan (1403), Varsovie (1408),Drohiczyn (1408), Łomża (1418), Grójec (1419), Maków Mazowiecki and Mińsk Mazowiecki (1421), Kolno et Tykocin (1425), Przasnysz et Ostrołęka (1427) ainsi que Kamieńczyk (1428). 
Il meurt le 8 décembre 1429 et il est inhumé dans la Cathédrale Saint-Jean de Varsovie.

## Union et postérité
Vers le 27 septembre 1376 Janusz épouse la princesse Danutė († 1448), baptisée sous le nom d'Anna, fille du prince Kęstutis. Du fait de ses liens familiaux il sert de médiateur entre le roi de Pologne Ladislas II Jogaila et le Grand-Duc de Lituanie Vytautas le Grand. De cette union il a trois fils:
- Janusz le Jeune (né vers 1383 - † 1422) épouse vers le 19 mars 1408 Catherine v Melsztyn (vers 1395 † 1422) fille de Spytka voïvode de Cracovie. Veuve elle se remarie avec Nicolas "Bialucha" v Michalov castellan de Cracovie
- Boleslas (III) (né vers 1385/1386 - † 1428) épouse vers 1413 Anne Ivanovna Holczanski († entre le 3 mai et le 1er aout 1458) fille du prince Ivan Olgimontovitch
- Conrad

Du fait du décès prématuré de ses fils il lègue à sa mort son duché à son petit-fils Boleslas IV de Varsovie fils survivant de son second fils Boleslas (III)